# РПГ-26
РПГ-26 «Аглень» (индекс ГРАУ — 7П27) — советская реактивная противотанковая граната, разработанная в НПО «Базальт» на замену РПГ-22 «Нетто», для повышения боевых возможностей мотострелковых, воздушно-десантных и других подразделений. 
В РПГ-26 благодаря улучшенному реактивному двигателю была упразднена выдвижная насадка в пусковом устройстве и таким образом реализована возможность обратного перевода из боевого положения в походное: в предыдущих образцах — РПГ-18 и РПГ-22 — если граната была переведена в боевое положение, то необходимо было произвести выстрел, так как перевести гранатомёт обратно в походное положение было практически невозможно, а точнее, возможно только после не предусматривавшейся штатно разборки пусковой трубы (при попытке просто сложить в походное положение происходит выстрел).
Кроме того по сравнению с РПГ-22 увеличились бронепробиваемость, начальная скорость (и соответственно дальность прямого выстрела, хотя и не намного), а время перевода в боевое положение сократилось в два раза. При этом масса гранатомёта выросла всего на 200 грамм.

## На вооружении
- СССР - в 1985 году принят на вооружение Советской армией.
- Азербайджан
- Армения[3]
- Беларусь
- Грузия
- Иордания[4]
- Казахстан
- Кыргызстан
- Латвия
- Литва
- Молдова
- Приднестровье
- Польша
- Россия[5]
- Узбекистан
- Украина
- Сирия
- Таджикистан
- Туркменистан
- Эстония